# Everett De Roche
Everett De Roche (Lincoln, 12 luglio 1946 – Melbourne, 2 aprile 2014) è stato uno sceneggiatore statunitense naturalizzato australiano, tra i principali sceneggiatori della cosiddetta Ozploitation tra anni settanta e ottanta grazie a film di genere come Long Weekend, Patrick, Roadgames e  Razorback - Oltre l'urlo del demonio.

## Filmografia

### Cinema
- Patrick, regia di Richard Franklin (1978)
- Long Weekend, regia di Colin Eggleston (1978)
- Snapshot, regia di Simon Wincer (1979)
- Harlequin, regia di Simon Wincer (1980)
- Roadgames, regia di Richard Franklin (1981)
- Il tesoro dello Yankee Zephyr (Race for the Yankee Zephyr), regia di David Hemmings (1981)
- Razorback - Oltre l'urlo del demonio (Razorback), regia di Russell Mulcahy (1984)
- Fortress, regia di Arch Nicholson (1985)
- Link, regia di Richard Franklin (1986)
- Il mistero del lago scuro (Frog Dreaming), regia di Brian Trenchard-Smith (1986)
- Windrider, regia di Vincent Monton (1986)
- Incubo in alto mare (Visitors), regia di Richard Franklin (2003)
- Storm Warning, regia di Jamie Blanks (2007)
- Long Weekend, regia di Jamie Blanks (2008)
- Nine Miles Down, regia di Anthony Waller (2009)

### Televisione
- Homicide – serie TV, 5 episodi (1970-1971)
- Division 4 – serie TV, 6 episodi (1971-1975)
- Matlock Police – serie TV, 5 episodi (1972-1976)
- Ryan – serie TV, 4 episodi (1973-1974)
- Tandarra – miniserie TV, 2 puntate (1976)
- Solo One – serie TV, episodio 1x07 (1976)
- L'ispettore Bluey (Bluey) – serie TV, 4 episodi (1976-1977)
- Chopper Squad – serie TV, episodio 1x01 (1977)
- Cop Shop – serie TV, episodio 1x11 (1978)
- The Truckies – serie TV, episodio 1x06 (1978)
- I Sullivans (The Sullivans) – serie TV, episodi 1x247-1x248 (1978)
- Skyways – serie TV, episodio 1x05 (1979)
- Locusts and Wild Honey – miniserie TV, 3 puntate (1980)
- Special Squad – serie TV, episodio 1x16 (1984)
- La baia dei delfini (Dolphin Cove) – miniserie TV, 2 puntate (1989)
- Polizia squadra soccorso (Police Rescue) – serie TV, episodio 1x01 (1989)
- Bony, regia di Henri Safran – film TV (1990)
- Dottori con le ali (The Flying Doctors) – serie TV, 3 episodi (1991-1992)
- Chances – serie TV, 14 episodi (1991-1992)
- R.F.D.S. – serie TV, 13 episodi (1993-1994)
- Ship to Shore – serie TV, 8 episodi (1993-1996)
- Blue Heelers - Poliziotti con il cuore (Blue Heelers) – serie TV, episodio 1x17 (1994)
- Halfway Across the Galaxy and Turn Left – serie TV, episodi 1x13-1x14 (1994)
- La saga dei McGregor (Banjo Paterson's The Man from Snowy River) – serie TV, episodi 1x05-3x05 (1994-1995)
- The Feds: Seduction, regia di George Ogilvie – film TV (1995)
- Fire – serie TV, 8 episodi (1995-1996)
- Medivac – serie TV, 3 episodi (1996-1997)
- Ocean Girl – serie TV, episodi 4x02-4x03 (1997)
- Good Guys Bad Guys – serie TV, 3 episodi (1997-1998)
- Le nuove avventure di Flipper – serie TV, episodi 3x04-3x08 (1998)
- Stingers – serie TV, 5 episodi (1998-2001)
- Thunderstone – serie TV, 3 episodi (1999)
- Something in the Air – serie TV, 4 episodi (2000-2001)
- Cybergirl – serie TV, 4 episodi (2001)
- Saddle Club (The Saddle Club) – serie TV, episodio 2x03 (2003)
- Parallax – serie TV, 4 episodi (2004)
- Two Twisted - Svolte improvvise (Two Twisted) – serie TV, episodio 1x06 (2006)
- K9 – serie TV, episodio 1x12 (2010)

## Riconoscimenti
- Premio AFI
  - 1978 - Candidatura alla migliore sceneggiatura originale per Patrick
  - 1984 - Candidatura alla migliore sceneggiatura non originale per Razorback - Oltre l'urlo del demonio
- Sitges - Festival internazionale del cinema fantastico della Catalogna
  - 1980 - Miglior sceneggiatura per Harlequin